# Grigori Potemkine
Pour les articles homonymes, voir Potemkine.
 (mai 2012).
Grigori Aleksandrovitch Potemkine ou Potiomkine (en russe : Григорий Александрович Потёмкин, /ɡrʲɪˈɡorʲɪj ɐlʲɪkˈsandrəvʲɪtɕ pɐˈtʲɵmkʲɪn/), né le 11 octobre 1739 à Tchijovo et mort le 16 octobre 1791 durant un voyage de Iași à Nikolaïev, est un militaire et homme d'État russe du XVIIIe siècle. Beau et intelligent, il devient l'amant puis le favori de l’impératrice Catherine II jusqu'à sa mort. Il est l'un des colonisateurs de la steppe pontique du Sud de l'Ukraine, qui devint russe par le traité de Küçük Kaynarca (1774), et du Sud du Don. Il fonde les villes de Kherson, Nikolaïev, Sébastopol et Iekaterinoslav.

## Biographie

### Origines
Grigori Aleksandrovitch Potemkine naît dans le village de Tchijovo, près de Smolensk dans une famille d'officiers subalternes. Après des études inachevées à l’université de Moscou, il s'engage dans la garde à cheval. Sergent-major, il participe au coup d'État de 1762 qui détrône Pierre III et couronne son épouse Catherine II,, et reçoit le grade de second lieutenant des gardes. Catherine demandait des adjoints dignes de confiance et apprécie l'énergie de Potemkine et ses capacités d'organisation. Les anecdotes biographiques, comme celles des « villages Potemkine » ou de son implication dans le meurtre de Pierre III, sont apocryphes.

### Famille
Potemkine n'a pas de descendants légitimes, bien qu'il soit probable qu'il ait des descendants illégitimes. Quatre de ses cinq sœurs ont eu des enfants, mais seules les filles de sa sœur Marfa Elena reçoivent l'attention particulière de Potemkine. Les cinq sœurs von Engelhardt arrivent à la cour en 1775. La légende suggère que Potemkine entretient des relations avec plusieurs des jeunes filles. Une liaison avec la troisième, Varvara, peut être vérifiée. Potemkine noue ensuite des relations étroites - et probablement amoureuses - avec Alexandra, la deuxième, et Yekaterina, la cinquième. La sixième, Tatiana, épouse le cousin du prince, Mikhaïl, frère du comte Pavel Potemkine, puis le prince Nicolas Ioussoupov.
Sa sœur Maria épouse le sénateur russe Nikolaï Samoylov : leur fils Alexandre est décoré pour son service dans l'armée sous Potemkine et leur fille Ekaterina se marie d'abord dans la famille Raïevski, puis avec le riche propriétaire foncier Lev Davydov. Elle a des enfants avec ses deux maris, dont le général Nikolaï Raïevski.

### Amant de Catherine II
À l'issue de la première guerre victorieuse contre l'empire ottoman, les relations de l'impératrice avec Potemkine, son cadet de dix ans, prennent un caractère plus intime. Succédant à Grigori Orlov et à Aleksandr Vassiltchikov, Potemkine devient le favori de la tsarine. De la relation de Potemkine avec la souveraine, naît en 1775 une fille, Élisabeth Temkina.
Durant les dix-sept années qui suivent, Potemkine est le personnage le plus influent de Russie. Catherine II souhaite, dans le cadre de son projet grec, expulser les Turcs d'Europe et envisage de reconstruire l'Empire byzantin pour le donner à son petit-fils Constantin Pavlovitch : cet empire néo-byzantin aurait englobé Constantinople, la Grèce, la Thrace, la Macédoine et la Bulgarie, tandis que les principautés danubiennes auraient formé un « royaume de Dacie », promis à Potemkine ; le reste des Balkans, c'est-à-dire la Bosnie, la Serbie et l'Albanie, aurait été donné en compensation à l'Autriche, tandis que Venise aurait obtenu la Morée, la Crète et Chypre. Ces projets ne se concrétisent finalement pas, mais Potemkine reçoit de nombreuses récompenses ainsi que d'importants postes, notamment sa nomination au poste de président du conseil militaire de 1774 à 1791.
Comme Catherine, Potemkine est guidé par l'esprit des Lumières dans de nombreuses actions, mais tombe dans la tentation de l'absolutisme. Il trouve du plaisir dans le luxe ostentatoire et la richesse personnelle. Dans sa politique de colonisation slave de la Nouvelle-Russie, il se montre tolérant à l'égard des différentes religions, et protège les minorités polonaises catholiques, juives, tatares musulmanes et autres. En tant que commandant en chef de l'armée russe (nommé en 1784), il prône une approche plus humaine de la discipline, exigeant que les officiers prennent soin des soldats d'une manière paternelle. En 1787, au retour du voyage de Catherine II à qui il fait découvrir la Nouvelle-Russie (voyage qu'il organise lui-même) cette dernière le récompense par le titre de prince de Tauride ainsi qu'une somme de 100 000 roubles.
En 1776, à la requête de Catherine, l'empereur autrichien Joseph II élève Potemkine au rang de prince du Saint-Empire romain germanique. En 1775, il est remplacé dans les grâces intimes de Catherine par Piotr Zavadovsky, mais les relations entre Catherine et son ancien amant continuent à être amicales, et son influence n'a jamais été remplacée par celle d'aucun des amants suivants de l’impératrice. De très nombreux faits attestent de la grande et constante influence de Potemkine durant les dix années suivantes. Les plus importants documents d'État passent entre ses mains.

### Personnalité controversée
Potemkine reste un personnage controversé et suscite des opinions opposées. Le pamphlet German, publié en 1794, affiche l'opinion de ceux qui l'ont considéré comme un « génial démon » de Catherine et de la Russie. Mais beaucoup, et l'impératrice elle-même, le considéraient comme un homme à multiples facettes : commandant de génie, administrateur doué, mais exigeant. Il fut indubitablement le plus éminent de tous les amants de Catherine.
Comme beaucoup d'aristocrates de l'époque, son caractère était empreint de morgue, d'immoralité, d'extravagance et de cynisme, mais il était loyal, généreux et magnanime. Selon Vladimir Volkoff, presque toutes les anecdotes du diplomate saxon Georg von Helbig à son sujet, dans la biographie pour le journal Minerva, et abondamment utilisées par les biographes suivants, sont fausses, à commencer par celle des « villages Potemkine ».
Turbulent, susceptible, il perd un œil dans un duel. La légende affirme qu'Orlov et son frère sont ses adversaires, mais c'est peu probable. Plus tard, c'est même Orlov qui, sur ordre de Catherine, le prie de revenir à la cour.

### Mort

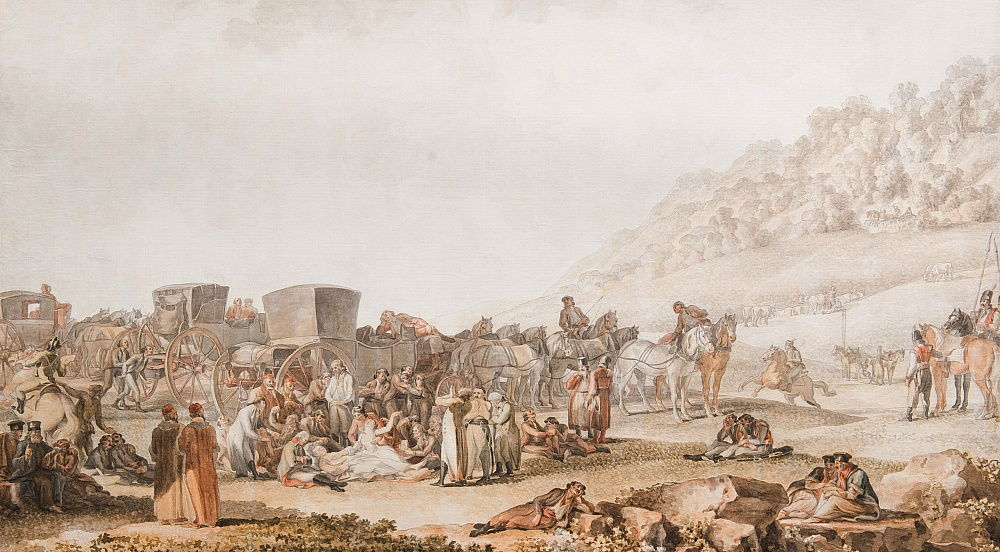
La mort de Potemkin par Mikhaïl Ivanov.

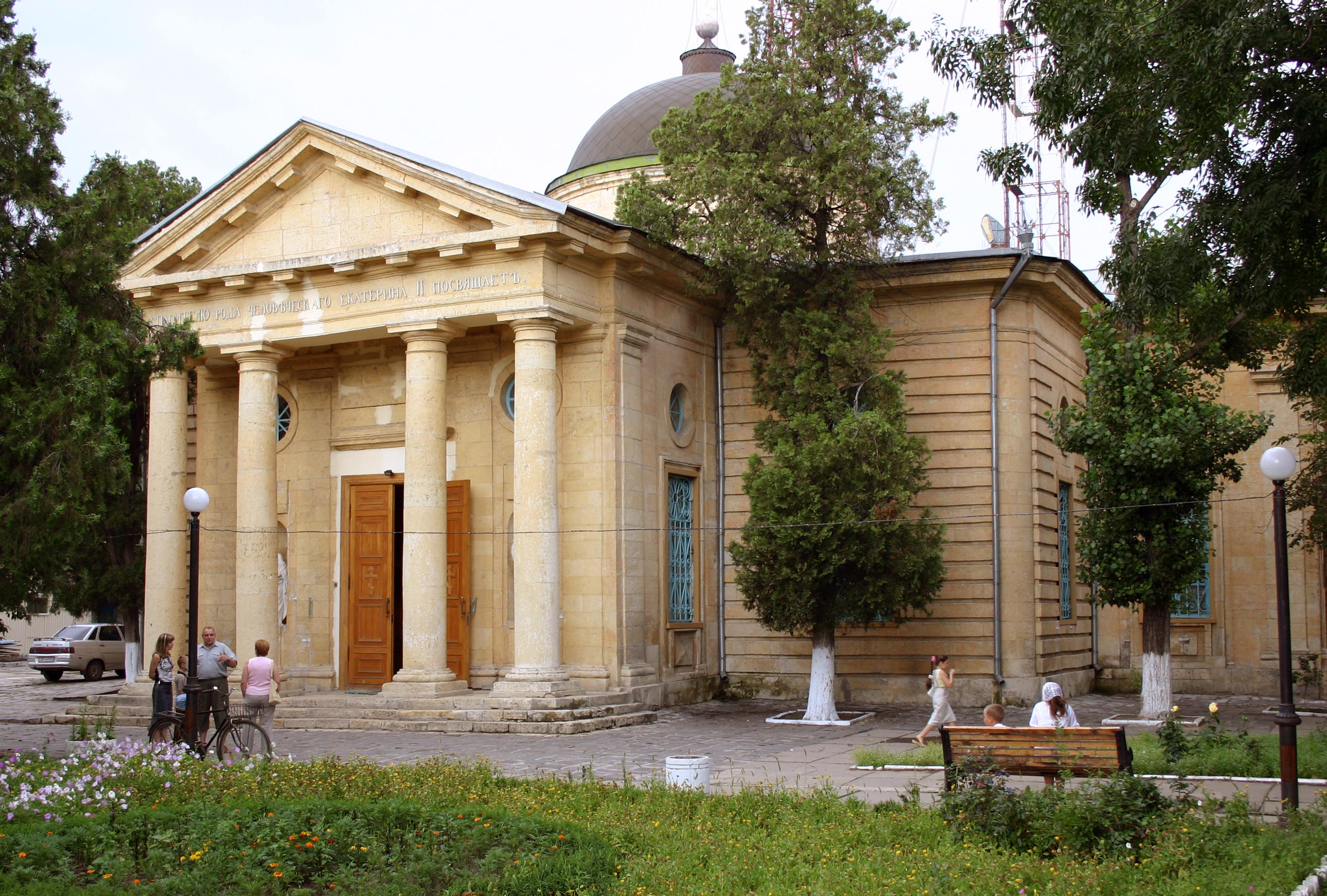
La cathédrale de Kherson.

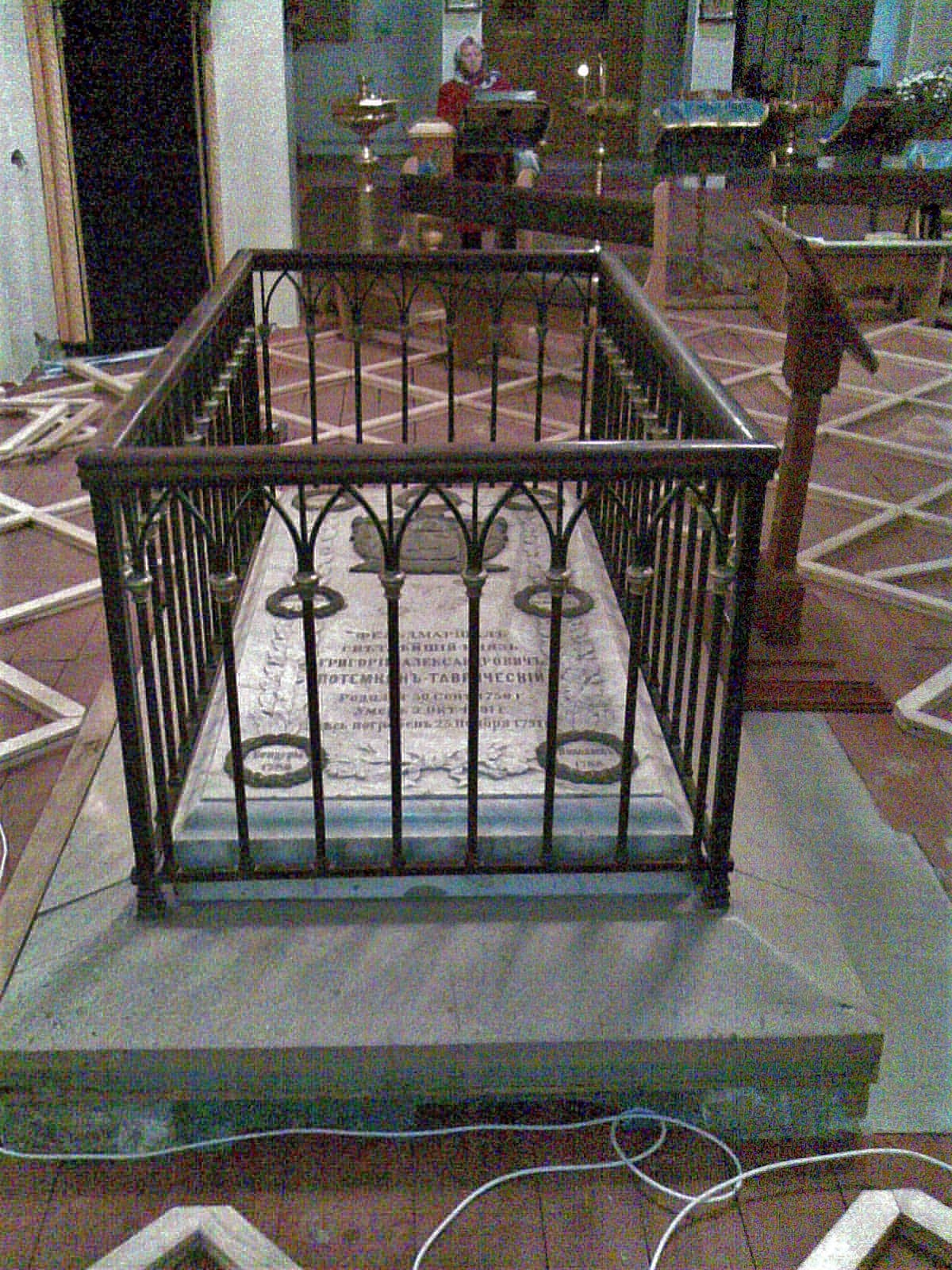
La tombe de Potemkine à Kherson.

Malade depuis quelque temps, Grigori Potemkine demanda à être transporté à Nikolaïev : au cours de ce voyage, il meurt le 16 octobre 1791 à Rădenii Vechi (en) en Moldavie et fut inhumé en la cathédrale de Kherson. Après son accession au trône impérial, Paul Ier de Russie donna l'ordre de disperser les restes de celui qui fut pendant des années l'amant de sa mère, Catherine II de Russie. Cependant la tombe se trouve toujours dans la cathédrale. Le 26 octobre 2022, en préparation de l'évacuation de Kherson par les forces russes, durant l'Invasion de l'Ukraine par la Russie en 2022, Vladimir Saldo, nommé par la Russie « gouverneur » de l'oblast de Kherson, annonce que les restes de Potemkine ont été retirés de sa tombe pour être mis à l'abri,,.

## Postérité
Son nom est surtout resté pour la légende de la mise en scène de façades prospères sur de misérables « villages Potemkine », ainsi que pour le cuirassé qui porte son nom durant la révolution russe et qui inspire le célèbre film d'Eisenstein. Une fameuse scène de ce film donne le nom d'Escalier du Potemkine à un escalier monumental situé à Odessa.
Il fonde la ville de Iekaterinogradskaïa dans le Caucase, dans laquelle Catherine II a fait élever un arc de triomphe à sa gloire.

### Sources et bibliographie
- (en) « Grigori Potemkine », dans Encyclopædia Britannica [détail de l’édition], 1911 (lire sur Wikisource).
- Michel Heller (trad. du russe par Anne Coldefy-Faucard), Histoire de la Russie et de son empire, Paris, Flammarion, coll. « Champs Histoire », 2009 (1re éd. 1997), 985 p. [détail de l’édition] (ISBN 2081235331)
- (en) Simon Sebag Montefiore, Catherine the Great's Imperial Partner, 2005, 688 pages, Vintage Books,  (ISBN 1400077176) ;
- Henri Troyat, Catherine la Grande, collection « J'ai Lu », no 1618, décembre 2001,  (ISBN 9782290319116).
- Henri Troyat, Catherine la Grande, Flammarion, 1977, particulièrement le Chapitre XXIV Zoubov contre Potemkine (pages 419-441),  (ISBN 2-08-064028-3)